# Скверетянка
Скверетянка — река в России и Белоруссии, Левый приток Сожа. Протекает, в основном, в Хиславичском районе Смоленской области. На заключительных километрах течения образует границу с Мстиславским районом Могилёвской области.
Длина — 20 км, площадь водосборного бассейна — 130 км². Исток у деревни Новый Стан Хиславичского района Смоленской области. Общее направление течения на юго-запад. Протекает через деревни Новый Стан, Старый Стан, Жигалки, Соино, Скверета, Рудня.
В Скверетянку впадает небольшая река Чернявка (справа), а также несколько безымянных ручьёв.